# Siège de Soto la Marina
Guerre d'indépendance du Mexique
Le siège de Soto la Marina est une action militaire de la guerre d'indépendance du Mexique qui eut lieu du 12 au 15 juin 1817 dans la ville de Soto la Marina (es), État de Tamaulipas. Les insurgés commandés par le Major José Sardá (es) y furent vaincus par les forces du général de brigade royaliste Joaquín de Arredondo et Mioño qui avait à sa disposition 2 200 hommes et 19 pièces d'artillerie. Sarda, venu au Mexique avec l'expédition du général Francisco Xavier Mina, avait quitté son commandement de 113 hommes, leur disant de résister jusqu'à la fin car il allait revenir. À la fin du siège, seuls 37 avaient survécu tandis que les espagnols avaient perdu environ 300 hommes.

## Sources
- Zárate, Julio (1880), «La Guerra de Independencia», en Vicente Riva Palacio, México a través de los siglos, volume 3, México: Ballescá y compañía,